# Ханкаров, Хамзат Жарапович
Хамза́т Жара́пович Ханка́ров (Хонкаров) (13 апреля 1965, Грозный — 13 июня 1994, там же) — чеченский военный командир, участник движения за независимость Чечни от России в 1990-х годах. По некоторым данным, командовал чеченским отрядом Конфедерации народов Кавказа во время войны в Абхазии.

## Биография
Родился в городе Грозном; выходец из тейпа Комалхой, тукхум Маьлхи. С 1990 года активно участвовал в различных сепаратистских организациях, в 1991 году вместе с единомышленниками захватил здание грозненского горкома и телецентр. После перехода власти к Общенациональному конгрессу чеченского народа был членом его Президиума в обоих созывах, а также членом Президиума Конфедерации народов Кавказа.
Участвовал в войне в Абхазии — командовал одним из отрядов Конфедерации народов Кавказа, вместе с Шамилем Басаевым был организатором наступления при Гагре. В 1993 году занимал должность военного коменданта Чечни.
Совместно с чеченским бардом Имамом Алимсултановым исполнял песни собственного сочинения.
Погиб 13 июня 1994 года в стычке с отрядом Руслана Лабазанова.